# Juliusz Firkowski
Juliusz Firkowski (ur. 20 grudnia 1952 w Lublinie) – polski kolarz szosowy, mistrz Polski w jeździe indywidualnej na czas (1977).

## Kariera sportowa
Był zawodnikiem Startu Lublin, Legii Warszawa (w czasie służby wojskowej - 1974-1975) i od 1977 MZKS Karkonosze Jelenia Góra. Jego największymi sukcesami w karierze było zwycięstwo w wyścigu Dookoła Mazowsza (1974), mistrzostwo Polski w jeździe indywidualnej na czas w 1977 i mistrzostwo Polski w torowym wyścigu długodystansowym na 50 km w 1974. Ponadto z Legią Warszawa zdobył złoty medal mistrzostw Polski w wyścigu drużynowym w 1974 oraz brązowy medal mistrzostw Polski w jeździe parami w 1974 (z Mieczysławem Klimczykiem).
Jego karierę przerwały ciężkie kontuzje - w 1978 i ostatecznie w 1980. Od 1985 mieszka w Niemczech. Uczestniczy w wyścigach masters.